# El contracte de Marsella
 El contracte de Marsella  (The Marseille Contract) és una pel·lícula policíaca britànico-estatunidenco-francesa de Robert Parrish estrenada el 1974. Ha estat doblada al català.

## Argument
Un agent dels narcòtics a França (Quinn), cansat de la impunitat de què es beneficia el padrí de la droga marsellès (Mason) contracta un assassí a sou (Caine) per eliminar-lo per a 50.000$.

## Repartiment
- Michael Caine: John Deray
- Anthony Quinn: Steve Ventura
- James Mason: Jacques Brizard
- Maureen Kerwin: Lucienne
- Marcel Bozzuffi: Calmet
- Catherine Rouvel: l'amant de Brizard
- Maurice Ronet: Briac
- Alexandra Stewart: Rita
- André Oumansky: Marsac
- Patrick Floersheim: Kovakian
- Pierre Salinger: Williams
- Hella Petri: la Comtessa
- Vernon Dobtcapf: Lazare
- Jerry Brouer: Kurt
- Georges Lycan: Henri
- Jean Bouchaud: Rouget
- Robert Rondo: Matthews
- Gib Grossac: Fournier
- Pierre Koulak: Wilson
- Brookes Poole: Kevin
- Barbara Sommers: Sally
- Martine Kelly: Janet
- Dyanik Zurakowska: una noia
- Ed Marcus: Fargas
- Alan Rossett, Billy Kearns, James Jones i Gene Moskowitz: jugadors de pòquer